# Cotswold Severn Tomb

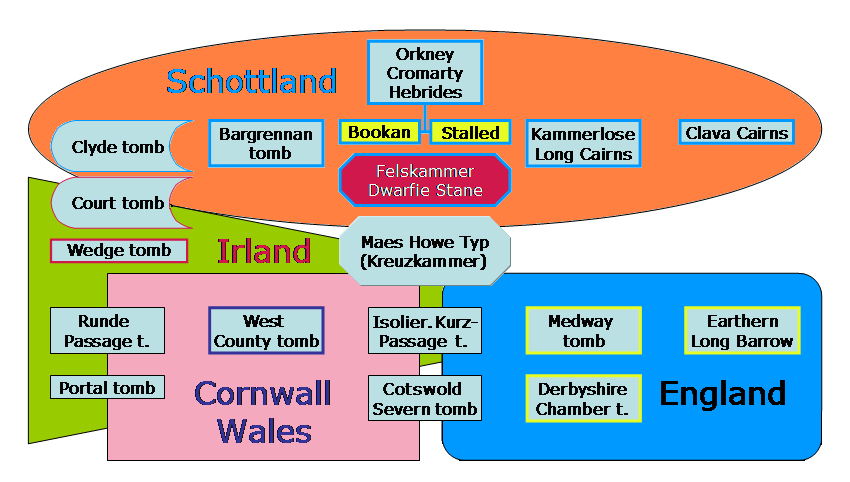
Britische Megalithik

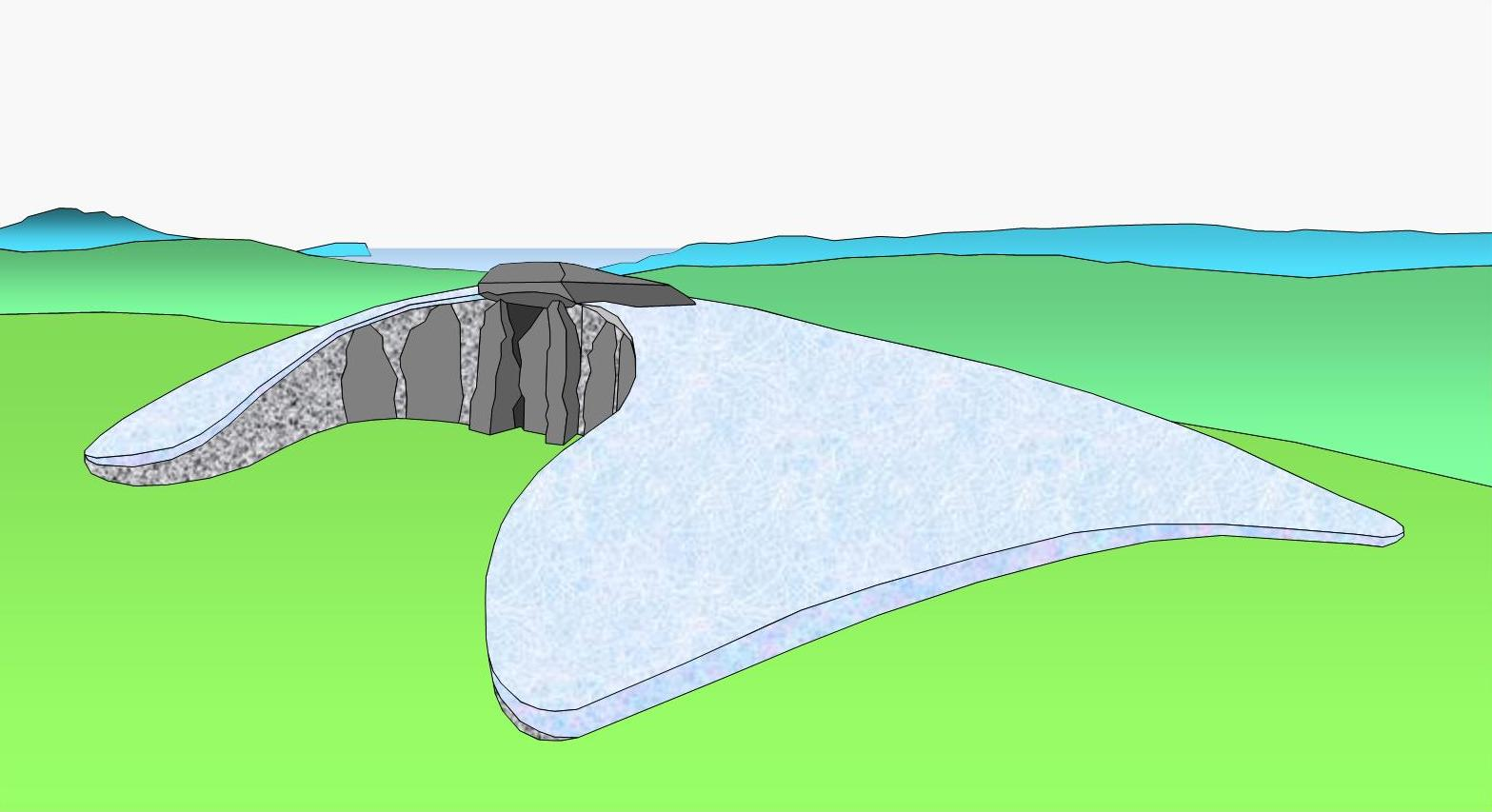
Schema Cotswold Severn Tomb – Die Exedra besteht oft aus „post and panel technique“ (Pfosten und Platten-Technik)

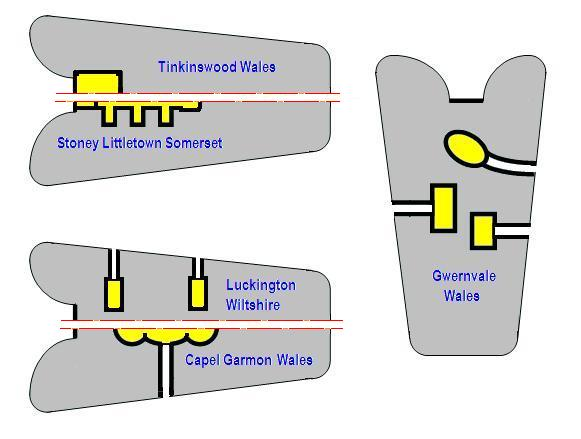
Cotswold Severn Anlagen

Cotswold-Severn Tombs (walisisch Mae beddrodau Hafren-Cotswold oder Cotswold-Hafren) sind mehr als 120 neolithische Megalithanlagen unter Langhügeln.
Die Cairns sind generell trapezförmig, selten auch rechteckig, und haben an der, meist im Osten liegenden, Kopfseite eine mehr oder minder große Einbuchtung, einfache oder komplexere megalithische Kammern, jedoch selten eine Fassade aus Megalithen. Die 15 bis 50 m (Penywyrlod) langen Stein-Erde-Hügel bestehen statt aus einer Orthostateneinfassung aus einer sorgsam geschichteten Außenmauer aus Trockenmauerwerk, mittels der sie in ihrer Form gehalten werden. Die Hügelform ähnelt der der schottischen Clyde- und einiger irischer Court Tombs.

## Forschungsgeschichte
Die erste Klassifizierung der etwa 125 erhaltenen, von einst 220 Cotswold-Severn Tombs wurde von John Thurnam im Jahr 1869 vorgenommen. Er unterschied Megalithanlagen mit einfachen kastenartigen Kammern am Ende des Langhügels, solche mit unterteilten Kammern (transepted chambers), und solche mit Mehrfachkammern, die von den Hügelseiten zugänglich sind. Er sah eine Entwicklung von unterteilten Kammern, die zunehmend vereinfacht und später von der Seite erschlossen wurden. Die Gräber mit Steinkisten stellen den Abschluss der Entwicklung dar, wozu er die Anlage von Lugbury zählt. Sein Schema wurde 1922 von Osbert Crawford, 1950 von Glyn Daniel, und 1969 William Francis Grimes modifiziert, wobei Grimes lokale Gruppen bildete. Die Gruppenbildung fand anhand der Kammerform und der Lage des Zugangs statt, obwohl bestimmte Kammertypen auch an bestimmte Hügelformen gebunden sind.

## Verbreitung
Es gibt etwa 125 Anlagen dieses Typs, die im Westen Englands konzentriert sind, besonders in den Grafschaften Gloucestershire (Hazleton North), Herefordshire, Oxfordshire, Somerset und Wiltshire (Adam’s Grave), in Südwales (St Lythans, Tinkinswood) sowie in geringer Anzahl im Norden von Wales, vor allem in höheren Lagen und auf der Insel Anglesey (z. B. Capel Garmon und Din Dryfol).

## Kammern
Zwei Kammerpositionen sind vertreten:
- Axiale, lineare Gänge mit zwei bis sechs seitlichen Kammern entlang des Ganges, meist mit einer Kopfnische.
- kurze Gänge führen seitlich in den Körper des Hügels, in einfache polygonale oder rechteckige Kammern.

Die Kammern der Cotswold-Severn Tombs haben unterschiedliche Form und auch ihre Lage im Hügel variiert. Es gibt folgende Kammerarten:
- einfache rechteckige Kammern
- mehrgliedrige Kammern.[5]

J. E. Walkowitz unterscheidet folgende Kammern: solche,
- die einfach rechteckig, aber im Verhältnis zum Cairn ungewöhnlich groß sind
- die entlang eines Ganges als bis zu drei gegenüberliegende Kammerpaare liegen, oftmals mit einer Kammer an der Kopfseite. Diese Form mit vielen, dort allerdings enger benachbarten Seitenkammern kommt sowohl im Département Vendée und der Bretagne in Frankreich als auch in Irland vor (Loughcrew County Meath) vor. Beide Varianten sind von der Mitte der Kopfseite aus zugänglich.
- die in Form und Lage sehr stark variieren (Uley Long Barrow).

Neben einfachen kleinen rechteckigen kommen auch quer liegende, eckige und runde oder ovale Kammern vor, teilweise auch wiederum mit seitlichen Abteilungen. Die Zugänge dieser (pro Cairn bis zu vier) separaten Kammern liegen an den Längsseiten des Cairns, während sich in der Mitte der Kopfseite oft ein falscher Zugang (englisch false entrance) z. B. bei Belas Knap befindet.
Einige trapeziode Hügel wurden über älteren runden bzw. ovalen Anlagen errichtet. Bei Pipton und Ty Isaf entdeckten die Archäologen, dass Anlagen in Phasen errichtet wurden. Dabei wurden kleinere in größere Monumente integriert. In Ty Isaf in Breconshire wurde der Hügel der älteren Anlage  überbaut, sein Zugang blieb jedoch frei. In Notgrove in Gloucestershire wurde der ältere Hügel völlig überbaut. Der ovale  Erdhügel von Waylands Smithy wurde ebenfalls völlig mit einem Cotswold-Severn Grab überbaut. Penywyrlod, bei Talgarth (in Powys) ist die größte der Anlagen in Wales. Sie misst 60 mal 25 m und ist drei Meter hoch. Während in Tinkinswood (Vale of Glamorgan) mehr als 50 Körperbestattungen gefunden wurden, sind es in Parc le Breos Cwm mehr als 40 und in Ty Isaf über 30.

## Entwicklung
Die Cotswold-Severn-Gräber wurden meist von bretonischen Anlagen abgeleitet, die C-14-Daten zeigen jedoch keinen deutlichen Altersunterschied.

## Datierung
| datum bc | Herkunft                                     | Labornummer |
| -------- | -------------------------------------------- | ----------- |
| 3070±92  | scott-Under-Wychwood, Materialentnahmegraben | BM-835      |
| 3100±75  | Gwernvale, vor Bau des Hügels                | CAR-113     |
| 3020±80  | Penywyrlod, Knochen aus Kammer NE II         | HAR-674     |